# Stanisław Bylina (oficer)
Stanisław Bylina (ur. 6 kwietnia?/18 kwietnia 1898 w Kijowie, zm. 29 marca 1921) – żołnierz armii rosyjskiej, oficer Wojska Polskiego w II Rzeczypospolitej, kawaler Orderu Virtuti Militari.

## Życiorys
Urodził się w Kijowie w rodzinie Jana i Janiny z Grodzieckich. Absolwent gimnazjum w Kijowie.
W 1914 wstąpił do Polskiej Organizacji Wojskowej. Od 1917 walczył w szeregach 1 pułku ułanów I Korpusu Polskiego w Rosji gen. Józefa Dowbora-Muśnickiego. Po rozwiązaniu korpusu, w 1918 wstąpił do odrodzonego Wojska Polskiego i otrzymał przydział do 1 pułku Ułanów Krechowieckich.
11 listopada 1918 rozbrajał w Warszawie oddziały niemieckie, za co odznaczony został Krzyżem Srebrnym Orderu „Virtuti Militari”.
Od grudnia walczył na froncie polsko-ukraińskim w obronie Przemyśla, a następnie w składzie macierzystego pułku walczył na frontach wojny polsko-bolszewickiej.
We wrześniu 1919 mianowany podporucznikiem, a w listopadzie 1920 został awansowany na stopień porucznika i jednocześnie objął dowództwo 3 szwadronu 1 p.uł.

## Ordery i odznaczenia
- Krzyż Srebrny Orderu Wojskowego Virtuti Militari (nr 6872)[1]
- Krzyż Niepodległości (1932)[1][2]
- Krzyż Walecznych[1]